# Aldo Romano
Pour les articles homonymes, voir Romano.
Aldo Romano, né le 16 janvier 1941 à Belluno (Italie) est un batteur et, dans une moindre mesure, chanteur de jazz italien. Aldo Romano occupe le rôle de compositeur en tant que sideman : il s'est affirmé pour son équilibre dans un accord entre rythme et mélodie, entre chant et instrument.

## Biographie
Aldo Romano naît le 16 janvier 1941 à Belluno. Il est émigré en France avec ses parents, à l'âge de six ans, en 1947.
Ouvrier carreleur le jour, Aldo Romano dansait au Tabo et au Caveau de la Huchette la nuit, à la fin des années 1950,. Il a appris la batterie en 1961, après avoir étudié la guitare. Il a joué dans différents styles et avec nombreux musiciens, parmi lesquels Bud Powell, Jackie McLean, Johnny Griffin, Gordon Beck, Dexter Gordon ou encore Keith Jarrett. Il a fait paraître en 1978 Il Piacere, le premier album à son nom.
Il a subi l'influence de Sunny Murray et rencontré aussi Don Cherry et Gato Barbieri. Le quintette composé par ces deux musiciens, par Aldo Romano, Enrico Rava et Steve Lacy a participé à l'enregistrement de New Feelings. Aldo Romano s'est produit aussi avec d'autres musiciens, notamment avec Barney Wilen, Michel Portal, Eddy Louiss, Jean-Luc Ponty, Phil Woods et Charles Tolliver. Avec Il a travaillé pendant plusieurs années avec Joachim Kühn et a enregistré en 1967 Transfiguration et Impressions Of New York, à l'occasion d'un voyage aux Etats-Unis, pendant lequel il s'est produit au "Festival de Newport".
Instrumentiste versatile, Aldo Romano s'est révélé un musicien et compositeur imaginatif, en dépassant les frontières académiques du jazz. Il a travaillé en trio, en compagnie de Michel Petrucciani, avec qui il a enregistré plusieurs disques. 
En 1974, Jasper van't Hof a fondé le groupe Pork Pie, avec Philip Catherine à la guitare, Charlie Mariano au saxophone, Aldo Romano à la batterie et Jean-François Jenny-Clark à la contrebasse. Ils ont sorti deux albums, dont Transistory, qui est sorti en 1974. Aldo Romano a aussi collaboré au Zhivaro, un collectif de musiciens fondé en 1987. Il est parmi les artistes programmés et engagés par Jazz 70, une association française créé en 1970 et basée à Nîmes.
Aldo Romano a toujours conservé des liens étroits avec le jazz italien, collaborant dès les années 1960 avec Enrico Rava notamment, ou plus récemment, dans la période 1987-1993, lorsqu'il réunit une formation entièrement italienne, avec Paolo Fresu, Franco D'Andrea et Furio Di Castri (it), avec lesquels il a enregistré les disques Ritual, To Be Ornette to Be, Dreams and Waters et Non Dimenticar.

### Jazz et Afrique
Il est surtout connu aujourd'hui pour le trio qu'il a formé en 1995, avec Louis Sclavis et Henri Texier. Après un voyage en Afrique, en compagnie du photographe Guy Le Querrec, ils ont publié un premier album : Carnet de routes, devenu un album essentiel du jazz français. À la suite d'un autre voyage, quelques années plus tard, ils ont publié Suite africaine. Un troisième album, African Flashback, sorti à fin 2005, a complété la série.
En 1995 Aldo Romano a fondé le quartet mythique « Palatino » du nom du train de nuit qui reliait Paris à Rome ; la singularité de cette formation était de se dispenser du piano. Il était accompagné de Michel Benita à la contrebasse, de Glenn Ferris au trombone et de Paolo Fresu à la trompette. Trois albums, entre 1995 et 2001 et un retour sur scène, en 2011, qui a donné le live Back in Town.
Aldo Romano a également chanté et, sous les encouragements de Francis Dreyfus, il a fait paraître en janvier 2006 un album intitulé Aldo Romano chante qui ne rencontra cependant pas de succès.
Il était aussi un proche ami de Claude Nougaro – chez qui il a vécu deux ans, dans les années 1990 – pour qui il a écrit une quinzaine de chansons et à qui il a dédié un album Threesome en avril 2004.
Le 16 janvier 2009, il a participé au Sunside : un hommage à Michel Petrucciani, avec Franck Avitabile au piano, Diego Imbert à la contrebasse et Olivier Ker Ourio à l'harmonica. Au répertoire de ce concert figurait le titre Pasolini, composé par Aldo Romano après que le corps du cinéaste Pier Paolo Pasolini avait été découvert sur la plage d'Ostie, le 2 novembre 1975. Au sujet de ce titre, Aldo Romano a déclaré : « Si la mélodie est joyeuse, c'est qu'elle évoque le souvenir de l'homme et pas celui de sa mort ».
Aldo Romano est parrain du festival Jazz à Porquerolles depuis sa création, en 2002.

### Activité politique
Aldo Romano était une des personnalités signataires en 1990 de « L'appel des 250 », acte fondateur de Ras l'front, un réseau associatif français ayant pour but de lutter contre le Front national et ses idées. Cette association semble avoir perdu la plupart de ses militants et, en 2008, le réseau Ras l'front était en grande partie dissous.

### Live
Festivals de jazz
- 1990 et 1995 : Montlouis-sur-Loire - Jazz en Touraine
- 1996 : Langourla - Jazz in Langourla
- 2000 : Nancy - Nancy Jazz Pulsations
- 2002 : Francheville - Fort en Jazz
- 2003 : Vitrolles (Parc du domaine de Fontblanche) - Charlie Jazz Festival
  -  : Paris (Parc floral de Paris) - Paris Jazz Festival (juin-juillet)[note 2]
- 2004 : Coutances (Manche) - Jazz sous les pommiers
- 2006 : Tunisie - Jazz à Carthage
- 2009 : Montlouis-sur-Loire - Festival Jazz en Touraine
- 2011 : Perpignan (Théâtre municipal) - 23ème Festival Jazzebre
  -  : Lausanne (Suisse) (Casino de Montbenon) - 24ème Jazz Onze Festival
  -  : Strasbourg (Cité de la Musique et de la Danse) - Festival Jazzdor
- - : Département de Sarthe - Europajazz Festival
- - : Paris - Jazz à Saint-Germain-des-Prés Paris
- 2020 : Paris ("Paris Music 2020")[10]

Clubs de jazz
- Brest : Cabaret Vauban
- Paris : Sunset-Sunside
  -  : Le Duc des Lombards
- 2017 : Les Lilas - Le Triton Aldo Romano (drums), Michel Benita (contrebasse), Dino Rubino (piano)[11]

Théâtres
- 1968 : Paris (Théâtre des Arts) - The Connection de Jack Gelber[note 3]
- 2002 : Théâtre-Studio d'Alfortville (Alfortville) - Torrito II de Dominique Probst, avec Roger Miremont
- 2010 : Paris - Espace Cardin

Radio France
- 2010 : Hors-Champs, par Laure Adler, (France culture), Aldo Romano[12]
- 2011 : Movimento' (numéro 4), par Jeanne-Martine Vacher,  (France culture), Aldo Romano, de battre sa vie ne s'est pas arrêtée...[13]
  -  : La grande table (2ème partie), par Caroline Broué, (France culture), Grand entretien avec Aldo Romano[14]
- 2015 : La grande table d'été, par Maylis Besserie et Martin Quenehen, (France culture), Mettre en scène le crime / Live : Aldo Romano / Portrait : Aldo Romano[15]

Autres
- 2016 : Paris (Institut culturel italien de Paris) - Festival di musica italiana - Top Jazz[16]

## Distinctions
- 2004 - Prix Jazzpar[note 4]
- 2005 - Grand prix Sacem (Société des auteurs, compositeurs et éditeurs de musique) - Grand prix du jazz

## Ouvrage
Aldo Romano, Ne joue pas fort, joue loin : Fragments de jazz, Éditions des Équateurs, 2015, 191 p. (ISBN 978-2-84990-332-2).